# Johan Sandahl
Johan Sandahl (Hovmantorp, 20 febbraio 1979) è un allenatore di calcio svedese.

## Carriera
Sandahl è cresciuto nella natia Hovmantorp. Da giovane, nella carriera di calciatore ha raggiunto il campionato di Division 3.
All'età di 28 anni, nel 2007, è diventato allenatore giovanile del Gefle, rimanendovi fino al 2010.
Nel 2011 è stato nominato capo allenatore del Dalkurd, squadra che all'epoca militava in Division 1 ovvero la terza serie nazionale.
Ha deciso quindi di lasciare il continente europeo per iniziare una parentesi in Africa, più precisamente in Liberia, sedendo sulla panchina del Monrovia FC. Durante lo stesso anno ha svolto anche attività di scouting in Colombia.
Per le stagioni 2013, 2014 e 2015 è stato alla guida dell'Umeå FC, in Division 1, nelle vesti di allenatore e direttore sportivo, fino a quando non è stato esonerato al termine del terzo anno.
È tornato al Dalkurd nel 2016, stagione in cui la squadra si apprestava a disputare il primo campionato di Superettan della propria storia. Non è stato però capo allenatore del club come era avvenuto nel 2011, bensì ha ricoperto il ruolo di vice di Poya Asbaghi.
Nel gennaio del 2017 si è unito allo staff tecnico dei danesi del Vejle, impegnati nella seconda serie nazionale, diventando il vice dello svedese Andreas Alm. Lo stesso Alm ha lasciato la panchina biancorossa pochi mesi dopo, ma Sandahl ha continuato a svolgere il ruolo di assistente anche per il nuovo tecnico, l'italiano Adolfo Sormani. Il 19 dicembre 2017 è stato annunciato che Sandahl sarebbe passato ad allenare di comune accordo la formazione Under-19 del club fino alla scadenza contrattuale dell'estate successiva.
Durante la sosta estiva dell'Allsvenskan 2018 è stato richiamato al Dalkurd per sostituire da capo allenatore l'esonerato Azrudin Valentić. Per Sandahl si è trattato della prima parentesi personale nel massimo campionato svedese. Al momento del suo arrivo la squadra, neopromossa, stava affrontando un periodo difficile sia dal punto di vista dirigenziale, con alcuni contrasti interni alla società, che dal punto di vista della classifica, dato che nelle prime 11 giornate erano arrivati solo 5 punti. Sandahl non è riuscito ad evitare la retrocessione.
Nel marzo 2019 è tornato in Danimarca al Vejle per ricoprire il ruolo di assistente del nuovo allenatore Constantin Gâlcă.